# Melanophryniscus stelzneri
Melanophryniscus stelzneri is een kikker uit de familie padden (Bufonidae). De soort werd voor het eerst wetenschappelijk beschreven door Hendrik Weyenbergh Jr. in 1875. Oorspronkelijk werd de wetenschappelijke naam Phryniscus stelzneri gebruikt. De soort behoorde lange tijd tot het geslacht Atelopus en is voornamelijk onder deze naam bekend in de literatuur.
Melanophryniscus stelzneri leeft in delen van Zuid-Amerika en komt endemisch voor in Argentinië. De kikker is bekend van een hoogte van 900 tot 2000 meter boven zeeniveau.